# Lusitanismus

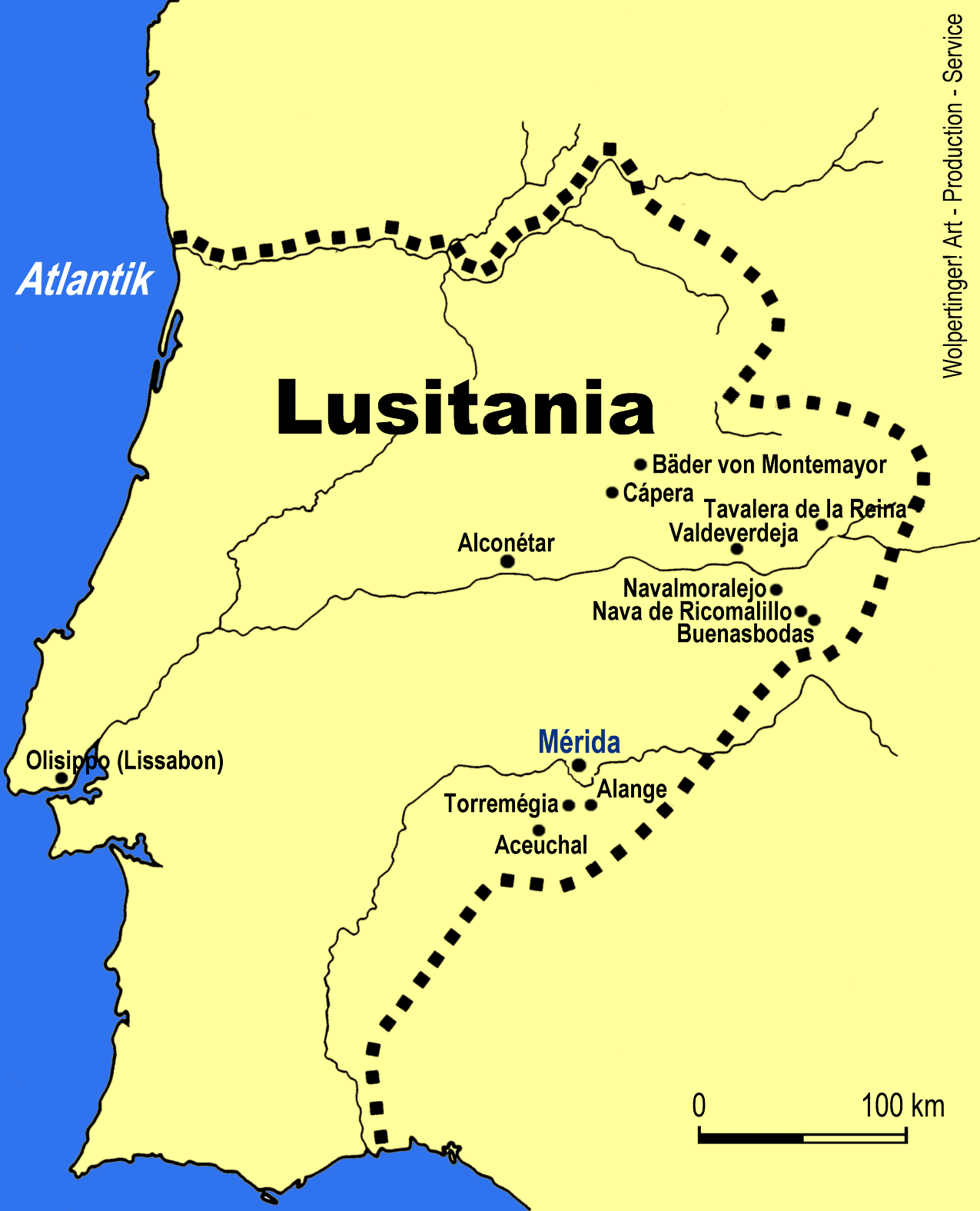
Die römische Provinz Lusitania im Südwesten der iberischen Halbinsel

Als Lusitanismus (lat. Lusitania – Portugal und -ismus) bezeichnet man
- 1. jede sprachliche Besonderheit, die typischerweise in Portugal und nicht im gesamten portugiesischen Sprachraum verwendet wird.
- 2. Wörter oder Ausdrücke, die ursprünglich aus dem portugiesischen Sprachraum stammen, die aber

a) in anderen portugiesischsprachigen Ländern (wie Brasilien, Angola, Mosambik u. a.), oder
b) in anderen Sprachen
übernommen wurden.
Beispiele für Lusitanismen im Deutschen sind Palaver zu palavra (das Wort) oder Fetisch zu feitiço (die Zauberei; künstlich).